# Colour Haze
Colour Haze é uma banda de stoner rock formada em Munique, Alemanha na metade dos anos 90. O grupo é um dos mais velhos da cena stoner rock Alemã. A banda começou com um som mais pesado, fortemente influenciados pelo Black Sabbath, mas depois foi absorvendo influências de rock psicodélico e rock progressivo, com essas influências a banda começou a fazer canções com vinte minutos de duração.

## Integrantes
- Stefan Koglek (vocal & guitarra)
- Philipp Rasthofer (baixo)
- Manfred Merwald (bateria)

## Discografia
- Chopping Machine (1995)
- Seven (1998)
- Periscope (1999)
- CO2 (2000)
- Ewige Blumenkraft (2001)
- Los Sounds de Krauts (2003)
- Colour Haze (2004)
- Tempel (2006)
- All (2008)
- Colour Haze - Burg Herzberg (live) (2009)
- She Said (2012)
- Co2 (2014)
- To The Highest Gods We Know (2014)
- In Her Garden (2017)
- We Are (2019)